# 舊雷德奧
舊雷德奧（西班牙語：Rodeo Viejo），是巴拿馬的城鎮，位於該國中西部，由貝拉瓜斯省的索納區負責管轄，面積122.3平方公里，海拔高度80米，2010年人口2,046，人口密度每平方公里16.7人。